# Шелонские острова
Шелонские острова — небольшой архипелаг в море Лаптевых. Расположены в прибрежной низменности Янского залива, к востоку от дельты реки Яны. Как и континентальная Яно-Индигирская низменность, от которой острова отделяет узкий полуторакилометровый пролив, имеют плоский, низменный, крайне заболоченный рельеф. Разделены узкими мелководными протоками. Некоторые мелкие островки безымянны, сложены в основном речными наносами рек Яна, Сюрюктях, Чандан, Муксунуоха. Административно архипелаг принадлежит Усть-Янскому улусу Республики Саха (Якутия) (Российская Федерация).

## Описание
Самым большим является Восточный Шелонский остров, расположенный у северного берега полуострова Маныко. Длина — 17 км, максимальная ширина 7,2 км. Остров имеет много небольших озерец и постепенно сужается к его восточному концу. К востоку от этого острова находится довольно глубокая Шеляхская губа.
Западный Шелонский остров гораздо меньше, около 2,5 км диаметром. От восточного его отделяет 2 км пролив.
Южный Шелонский остров находится в 20 км к западу от предыдущих, к северо-западу острова Ярок. Длина 3 км; ширина — 0,7 км шириной.

## Особенности
Дельта Яны, близ которой лежат эти острова, является обширной заболоченной зоной. Здесь часты арктические шторма и бураны. Так как окружающие острова воды покрыты льдом в течение около восьми месяцев ежегодно, они соединены с материком большую часть года.